# Uwe Scholz
Uwe Scholz (* 31. Dezember 1958 in Jugenheim, Hessen; † 21. November 2004 bei Berlin) war ein deutscher Choreograf und Ballettdirektor.

## Leben
Scholz wurde von 1973 bis 1979 in Stuttgart bei John Cranko und Marcia Haydée ausgebildet und bekam dort 1980 auch seinen ersten festen Choreografie-Vertrag. Zwei Jahre später wurde er nach dem Tode von John Cranko zum ersten „Ständigen Choreografen“ am Stuttgarter Ballett berufen.
Am Opernhaus Zürich war Scholz von 1985 bis 1991 engagiert. Bei seinem Amtsantritt war er mit 26 Jahren der bis dahin jüngste Leiter eines europäischen Tanzensembles.
Von 1991 bis zu seinem Tod war er Chef-Choreograf der Oper Leipzig. Uwe Scholz schuf Ballette von internationalem Rang, so unter anderem Haydns Schöpfung, Mozarts Große Messe, Pax Questuosa von Udo Zimmermann, Berlioz’ Symphonie fantastique, Rot und Schwarz nach Stendhal sowie Interpretationen von Bach-Werken und von Symphonien Bruckners, Beethovens, Schumanns und Prokofjews. Im Jahr 1993 wurde er zum Professor an der Hochschule für Musik und Theater Leipzig ernannt. Außerdem gehörte er zu den Gründungsmitgliedern der Freien Akademie der Künste zu Leipzig.
Scholz ist vor allem mit sinfonischen Balletten bekannt geworden. Seit 1977 hatte er über 100 Ballette zu Musik von der Klassik bis zur Moderne choreografiert. Seine hohe Musikalität, seine künstlerische Sensibilität und Wärme sowie eine elegante und stringente Linienführung auch in der Arbeit mit großen Ensembles machten ihn weit über die Grenzen Deutschlands hinaus berühmt. Unter anderem choreografierte er Ballette für die Mailänder Scala, die Wiener Staatsoper, die Ballets de Monte Carlo und immer wieder für das Stuttgarter Ballett. Seine letzten großen Choreografien waren Le sacre du printemps in einer spektakulären Leipziger Doppelversion sowie Scholz Notizen I. Weitere Abende unter dem Titel Notizen II und Notizen III sowie Choreografien zu Wagners Ring waren geplant.
Im Sommer 2004 gab es infolge von Budgetkürzungen, einer Verkleinerung seiner Compagnie und der drohenden Schließung der zur Leipziger Oper gehörenden Ballettschule Meinungsverschiedenheiten zwischen Scholz, der Stadt Leipzig und der Leipziger Oper. Es wurde damals beschlossen, dass Scholz bis zum Ende der Spielzeit 2005/06 Chef-Choreograf bleiben, aber eine einjährige Auszeit nehmen sollte.
Kurz darauf gab Uwe Scholz aus gesundheitlichen Gründen – er kämpfte seit Jahren mit psychischen Problemen und einer daraus resultierenden Alkoholkrankheit – seinen Rückzug aus dem künstlerischen Berufsleben bekannt. Scholz litt bereits seit Wochen an einer lebensbedrohlichen Erkrankung der Bauchspeicheldrüse, als er am 21. November 2004 in einer Klinik in der Nähe von Berlin an einer akuten Lungenentzündung verstarb. Sein Grab befindet sich in Lützelbach im Odenwald. Der Kanadier Paul Chalmer trat mit der Spielzeit 2005/06 Uwe Scholz’ Nachfolge als künstlerischer Leiter des Leipziger Balletts an.

## Filme
Im Jahre 2007 wurde über Scholz der Dokumentarfilm Seelenlandschaften, Der Choreograph Uwe Scholz gedreht; dieser Film wurde auf Filmfestivals in Prag, Mailand und Biarritz gezeigt. Scholz erschien auch in dem ZDF Dokumentarfilm West-Östliches Tanztheater – Von neuen und „alten“ Choreographen in neuen und alten Bundesländern (1992).
Seine Leipziger Choreografie von Le sacre du printemps erschien im Jahre 2008 als DVD und wurde von internationalen Fernsehsendern ausgestrahlt.

## Auszeichnungen
- Omaggio Alla Danza (1987)
- Bundesverdienstkreuz am Bande (1996)
- Bayerischer Theaterpreis in der Sparte Tanz (1998)
- Deutscher Tanzpreis (1999)